# 東洋紡績伊勢工場
東洋紡績伊勢工場（とうようぼうせきいせこうじょう）は、1922年（大正11年）7月に東洋紡績山田工場として完成した紡績工場。1972年（昭和47年）に伊勢工場に改名して、三重県伊勢市船江1丁目に立地していた。1999年（平成11年）に工場が閉鎖された。伊勢工場の跡地はミタス伊勢などの商業施設や伊勢赤十字病院となった。

## 歴史
資料によると第一次世界大戦後の世界恐慌勃発による不況下で東洋紡績の発祥地の三重県で積極的経営姿勢を実施する事とした。設備投資（工場新設政策の1つ）として宇治山田市（現在の三重県伊勢市）に精紡機24,000錘をもつ最新式の大工場として、1920年（大正9年）5月に山田工場を新築して、1922年（大正11年）に精紡機37048錘で創業したのが始まりである。紡績工場が開設された時期の1926年（大正15年）の調査では職員32人、工員3,082人（うち女性2,549人）、その他の従業員167人で、1年の生産額は6,978,040円であった。これは、2番目に大きかった綾部製糸度会工場（二俣町）の6.7倍という圧倒的な生産額である。戦前に漸次設備を増設して精紡機を61,708錘、織機を2,016台、撚糸機3,200台を保有したが、1945年（昭和20年）7月の宇治山田空襲で精紡機33708錘、織機1232台、撚糸機は全滅の被害を受けて、工場設備の大半を失った。ファンケル創業者の池森賢二の父は戦前期に東洋紡績山田工場で電気技師として勤務していたエピソードもある。
戦後東洋紡績伊勢工場は工場再建事業を行い、1950年（昭和25年）12月に紡績部門第一工場を復元して、精紡機69600錘、織機1364台、撚糸機12000錘の設備で操業を続けた。この頃、「若草楽団」と称する楽団が従業員によって結成されていた。1965年（昭和40年）時点で696人の従業員（うち女性541人）を抱え、ブロードなどシャツやブラウス生地を主力製品としていた。1967年（昭和42年）に入ってからは近代化・合織化を推進して旧設備の改造、新鋭機械の導入など工場設備投資や近代工場化を積極的に実施して、精紡機並びに織機など24時間連続のフル操業を実施して、純綿糸、エステル、混紡糸を紡績部門に導入して、その糸を織物とする紡績一貫工場となった。1972年（昭和47年）4月26日に工場名を東洋紡績山田工場から東洋紡績伊勢工場に改名した。東洋紡績社員向けの教育にも力を入れ、「東紡山田高等実務学校」と「東紡准看護婦養成所」を開設した。工場の敷地面積は15.3haであった。
工場操業時代の末期の1993年（平成5年）3月中には、5日間操業休止を行い、従業員に自宅待機が指示された。1996年（平成8年）の末には織布部門の操業を停止した。、綿紡績部門が残って操業していたが1999年（平成11年）7月2日の発表で同年中に閉鎖することになり、12月に東洋紡績伊勢工場が閉鎖された。東洋紡績伊勢工場の跡地を伊勢市が買収するようにと伊勢商議所が伊勢市に請願書を出した。東洋紡績は伊勢市に東洋紡績伊勢工場跡地の買い取りを申し入れた。伊勢市は民間進出の場合に限定する事を条件にして買収を計画した。東洋紡績の跡地は伊勢市の市街地地域に巨大な空地を誕生させる事になり、伊勢市の市長選挙で紡績工場の跡地利用が争点の1つともなった。
2000年（平成12年）、伊勢商工会議所は伊勢市に跡地を買収を求める請願書の提出や伊勢市民への署名運動を行った。2005年（平成17年）、東洋紡績は跡地を不動産会社に売却することを決定した。独自に土壌汚染調査を行った。ミタス伊勢の北側の敷地には山田赤十字病院が移転する予定だった。東側の敷地は宅地として不動産開発をする計画であった。2008年（平成20年）5月1日、東洋紡績跡地にバローを核テナントとするミタス伊勢が開業した。2012年（平成24年）1月4日には山田赤十字病院が東洋紡績伊勢工場跡地に移転して同時に病院名を改称し、新しい「伊勢赤十字病院」となり診療を開始した。

## 建物
- 大正11年度の創業時に工場（昭和20年7月の宇治山田空襲で焼ける）とボイラー室のみであった。その後以下のように工場の設備投資を行った。
- 大正13年度に事務室を増築。
- 大正15年度に工場の南側にある混打綿室、粗紡室、精紡室、糊付室、スプラー室、織機室、研究室、社員食堂、売店を増築した。
- 昭和25年度に空襲で焼失した土地（工場北側の位置）に現存する工場（混打綿室・粗紡室・巻糸室）が建設されてほぼ現存する工場群が誕生した。
- 工場完成当時の生産現場、各室への暖房用と冷凍機の熱源として蒸気を発生させていたボイラー室は、スレート葺きの屋根、鉄筋トラス組の小屋組、外壁はレンガ造一枚の半積みで、積み方は芋目地がだきない強い壁体を構成できるイギリス積みである。開口部の上部は、上部の荷重を支持するためにアーチになっていて、その形状は欠円追持である。工場完成当時は、高さ35.7mの煙突があったが、平成期には取り除かれている。内部は、三基のボイラーがあったが、今ではすべて稼働しておらず倉庫として使用されている。事務室は外壁は鎧下見板張りで2階建ての地震対策としての控え壁があり、それがアクセントとなり、屋根の半切妻セメント瓦葺きとの調和も良くて格調の高い建物となっている。風呂場は外壁と屋根の仕上げは事務室と同じであるが、屋根の棟が二つになっていて、それぞれ半切妻セメント瓦屋根で高さが違い、高い方には換気にために起屋根となっている。屋根が外観は美しいと評価されている。工場群は、骨組は鉄筋造、屋根は東洋紡績伊勢工場特有の金形屋根が連続していて美術的な外観となっている。工場長官舎は、2階建て入母屋根瓦葺き、外壁はささら下見板張り、上部は漆喰塗りで上下の対比と玄関の破風板のところの懸魚が重厚で品格のある外観となっている。平成期にはないが昭和19年度に描かれた図面を見ると軽便軌条敷設が国道（山田線～大湊線）、市道（山田線～神社線）を横切って敷かれており、終点の瀬田川沿いには貯木場と発電所があった。[12]

①敷地の北西部区域（工場の建物）
- 粗紡
- 精紡（昭和25年建設）
- 混打綿室
- 撚糸室
- 研究室
- 織機室
- 仕上げ室
- 変電室
- 貯水槽
- 第二混打綿室
- 糊付室
- 第二粗紡
- 第二精紡
- 第二織機室（大正15年建設）
- スプラー室[5]

②敷地の北東部区域（工場施設）
- 倉庫
- 資材倉庫
- 修繕室
- ボイラー室（大正11年建設）
- 事務室（大正13年建設）
- 食堂（大正15年建設）
- 学院（昭和26年建設）
- 女子寮（昭和53年建設）
- 駐車場
- 診療所
- 共同住宅

③敷地の北西部区域（工場施設）
- 巨大な空き地
- テニスコート
- 社宅
- 風呂場（大正15年建設）
- 売店（大正15年建設）
- 男子寮
- グランド
- 倉庫
- 工場長官舎

## 引用
- 朝日新聞の記事